# Soumagne
Soumagne (Waals: Soûmagne) is een plaats en gemeente in de Belgische provincie Luik. De gemeente telt ruim 17.000 inwoners.

## Kernen
De gemeente bestaat naast Soumagne nog uit vijf deelgemeenten.

### Deelgemeenten
| # | Naam            | Opp. (km²) | Inwoners (2020) | Inwoners per km² | NIS-code |
| - | --------------- | ---------- | --------------- | ---------------- | -------- |
| 1 | Soumagne        | 7,99       | 7.784           | 974              | 62099A   |
| 2 | Ayeneux         | 3,86       | 2.503           | 648              | 62099B   |
| 3 | Micheroux       | 1,67       | 1.516           | 907              | 62099C   |
| 4 | Melen           | 5,70       | 3.201           | 561              | 62099D   |
| 5 | Cerexhe-Heuseux | 5,04       | 1.173           | 233              | 62099E   |
| 6 | Évegnée-Tignée  | 2,93       | 860             | 294              | 62099F   |

## Geschiedenis
Soumagne maakte deel uit van de Bisschoppelijke tafel van het Prinsbisdom Luik. In de 16e eeuw werden banden met het Markgraafschap Franchimont vermeld. In de 17e en 18e eeuw werd de heerlijkheid herhaaldelijk uitgegeven aan particulieren.
De veehouderij vormde een belangrijk bestaansmiddel, maar ook de steenkoolwinning speelde een rol. Dit leidde in de 19e eeuw tot de activiteit van de Société anonyme des Charbonnages du Hasard, welke in de jaren '70 van de 20e eeuw tot een einde kwam.
De aanwezigheid van steenkool leidde ook tot metallurgische activiteiten. Kleine bedrijfjes op het terrein van de spijkersnederij boden in 1840 een bestaan aan vrijwel de helft van de bevolking.
In 1914 werd een deel van het dorp in brand gestoken door de Duitse indringers. Dezen vermoordden bovendien 118 personen.
De Sint-Lambertusparochie kwam in 1204 aan de Norbertijnen van de Abdij van Mont Cornillon, welke in 1288 de Abdij van Beaurepart betrokken. De bezittingen van de Norbertijnen kwamen door deze uitruil toen aan de Prinsbisschop, maar het patronaatsrecht en het tiendrecht van de parochie bleven, tot aan de Luikse Revolutie eind 18e eeuw, in handen van de Norbertijnen.

## Bezienswaardigheden

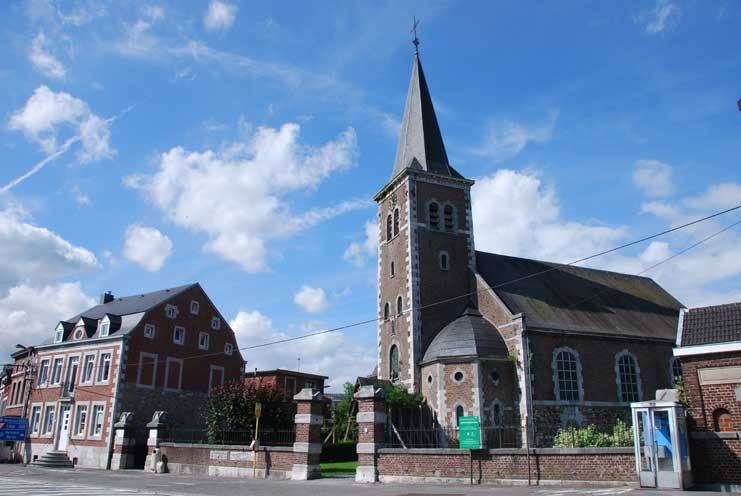
Soumagne met de Lambertuskerk

- Sint-Corneliuskerk in de buurtschap Fécher.
- Sint-Lambertuskerk

De Sint-Lambertuskerk, in Maaslandse renaissancestijl, dateert uit 1686, en werd na een brand in 1694 gereconstrueerd. Het plafond van de kerk bestaat uit 217 met wapenschilden beschilderde panelen van heren, geestelijken en weldoeners van de kerk. De schilderingen werden tussen 1700 en 1710 aangebracht. Bezienswaardig zijn ook de eiken, gebeeldhouwde lambriseringen van Guillaume Évrard en de messing koorlezenaar.
- Kasteel van Wégimont, voornamelijk gelegen in Ayeneux

Zie ook
- Lijst van beschermd erfgoed in Soumagne

## Natuur en landschap
Soumagne ligt in het Land van Herve, in de vallei van de Magne, op een hoogte van ongeveer 200 meter. Ten zuidwesten van de kom ligt het Domein van Wégimont, met het kasteel. De omgeving wordt gekenmerkt door landbouw en veehouderij.

## Demografische ontwikkeling

### Demografische evolutie voor de fusie
- Bron:NIS - Opm:1831 t/m 1970=volkstellingen op 31 december

### Demografische ontwikkeling van de fusiegemeente
Alle historische gegevens hebben betrekking op de huidige gemeente, inclusief deelgemeenten, zoals ontstaan na de fusie van 1 januari 1977.
- Bronnen:NIS, Opm:1831 tot en met 1981=volkstellingen; 1990 en later= inwonertal op 1 januari

| Inwoners van jaar tot jaar op 1 januari 1992 tot heden | Inwoners van jaar tot jaar op 1 januari 1992 tot heden | Inwoners van jaar tot jaar op 1 januari 1992 tot heden |
| jaar                                                   | Aantal                                                 | Evolutie: 1992=index 100                               |
| ------------------------------------------------------ | ------------------------------------------------------ | ------------------------------------------------------ |
| 1992                                                   | 13.781                                                 | 100,0                                                  |
| 1993                                                   | 13.896                                                 | 100,8                                                  |
| 1994                                                   | 14.042                                                 | 101,9                                                  |
| 1995                                                   | 14.165                                                 | 102,8                                                  |
| 1996                                                   | 14.202                                                 | 103,1                                                  |
| 1997                                                   | 14.335                                                 | 104,0                                                  |
| 1998                                                   | 14.525                                                 | 105,4                                                  |
| 1999                                                   | 14.618                                                 | 106,1                                                  |
| 2000                                                   | 14.607                                                 | 106,0                                                  |
| 2001                                                   | 14.800                                                 | 107,4                                                  |
| 2002                                                   | 14.866                                                 | 107,9                                                  |
| 2003                                                   | 14.992                                                 | 108,8                                                  |
| 2004                                                   | 15.061                                                 | 109,3                                                  |
| 2005                                                   | 15.240                                                 | 110,6                                                  |
| 2006                                                   | 15.441                                                 | 112,0                                                  |
| 2007                                                   | 15.562                                                 | 112,9                                                  |
| 2008                                                   | 15.754                                                 | 114,3                                                  |
| 2009                                                   | 15.892                                                 | 115,3                                                  |
| 2010                                                   | 16.019                                                 | 116,2                                                  |
| 2011                                                   | 16.235                                                 | 117,8                                                  |
| 2012                                                   | 16.302                                                 | 118,3                                                  |
| 2013                                                   | 16.400                                                 | 119,0                                                  |
| 2014                                                   | 16.548                                                 | 120,1                                                  |
| 2015                                                   | 16.622                                                 | 120,6                                                  |
| 2016                                                   | 16.662                                                 | 120,9                                                  |
| 2017                                                   | 16.798                                                 | 121,9                                                  |
| 2018                                                   | 16.888                                                 | 122,5                                                  |
| 2019                                                   | 16.925                                                 | 122,8                                                  |
| 2020                                                   | 17.040                                                 | 123,6                                                  |
| 2021                                                   | 17.200                                                 | 124,8                                                  |
| 2022                                                   | 17.287                                                 | 125,4                                                  |
| 2023                                                   | 17.322                                                 | 125,7                                                  |
| 2024                                                   | 17.351                                                 | 125,9                                                  |
| 2025                                                   | 17.265                                                 | 125,3                                                  |

## Politiek

### Resultaten gemeenteraadsverkiezingen sinds 1976
| Partij               | Partij                                                           | 10-10-1976 | 10-10-1976 | 10-10-1982 | 10-10-1982 | 9-10-1988 | 9-10-1988 | 9-10-1994 | 9-10-1994 | 8-10-2000 | 8-10-2000 | 8-10-2006 | 8-10-2006 | 14-10-2012 | 14-10-2012 | 14-10-2018 | 14-10-2018 | 13-10-2024 | 13-10-2024 |
| Stemmen / Zetels     | Stemmen / Zetels                                                 | %          | 21         | %          | 23         | %         | 29        | %         | 23        | %         | 23        | %         | 25        | %          | 25         | %          | 25         | %          | 25         |
| -------------------- | ---------------------------------------------------------------- | ---------- | ---------- | ---------- | ---------- | --------- | --------- | --------- | --------- | --------- | --------- | --------- | --------- | ---------- | ---------- | ---------- | ---------- | ---------- | ---------- |
|                      | PS1 / PS-ID2                                                     | 48,331     | 12         | 49,871     | 12         | 55,031    | 17        | 61,711    | 15        | 57,141    | 15        | 53,991    | 15        | 48,851     | 14         | 22,492     | 6          | 17,201     | 4          |
|                      | ECOLO1 / Ecolo Plus2                                             | -          |            | -          |            | -         |           | -         |           | 11,071    | 2         | 9,671     | 1         | 12,881     | 2          | 14,472     | 3          | -          |            |
|                      | PRL1 / RCI2 / ICA / MR3 / Soumagne Demain4/ Avec le Bourgmestre5 | -          |            | 9,091      | 1          | 9,562     | 2         | 38,29A    | 8         | 15,871    | 3         | 20,013    | 5         | 24,33      | 6          | 24,514     | 7          | 42,085     | 12         |
|                      | INTCOM1 / RC2 / ICA / cdH3 / ICI Soumagne4                       | 25,141     | 5          | 41,042     | 10         | 35,41A    | 10        | 38,29A    | 8         | 15,92A    | 3         | 16,333    | 4         | 13,983     | 3          | 22,174     | 6          | 21,744     | 6          |
|                      | Citoyen Go1/ Citoyen Go - Alternative2                           | -          |            | -          |            | -         |           | -         |           | -         |           | -         |           | -          |            | 11,741     | 3          | 7,822      | 1          |
|                      | Les Engagés                                                      | -          |            | -          |            | -         |           | -         |           | -         |           | -         |           | -          |            | -          |            | 11,16      | 2          |
|                      | IC                                                               | 12,33      | 2          | -          |            | -         |           | -         |           | -         |           | -         |           | -          |            | -          |            | -          |            |
|                      | UDC                                                              | 11,78      | 2          | -          |            | -         |           | -         |           | -         |           | -         |           | -          |            | -          |            | -          |            |
| Anderen(*)           | Anderen(*)                                                       | 2,42       | 0          | -          |            | -         |           | -         |           | -         |           | -         |           | -          |            | 4,63       | 0          | -          |            |
| Totaal stemmen       | Totaal stemmen                                                   | 6991       | 6991       | 7981       | 7981       | 8491      | 8491      | 8879      | 8879      | 9608      | 9608      | 10475     | 10475     | 10648      | 10648      | 11197      | 11197      | 11281      | 11281      |
| Opkomst %            | Opkomst %                                                        |            |            |            |            | 95,05     | 95,05     | 92,35     | 92,35     | 91,3      | 91,3      | 92,63     | 92,63     | 88,08      | 88,08      | 87,72      | 87,72      | 84,33      | 84,33      |
| Blanco en ongeldig % | Blanco en ongeldig %                                             | 2,57       | 2,57       | 5,01       | 5,01       | 6,01      | 6,01      | 7,88      | 7,88      | 5,35      | 5,35      | 6,27      | 6,27      | 6,81       | 6,81       | 7,98       | 7,98       | 8,47       | 8,47       |

(*) 1976: PCB (2,42%) / 2018: Alternative (4,63%).
De grootste partij is in kleur.

### Burgemeesters
- 1921-1940 Barthélemy Laruth
- 1940-1965 Joseph Jeanfils
- 1965-1982 Marcel Michels (PS)
- 1983-1984 Jules Gazon (PS)
- 1984-2013 Charles Janssens (PS)
- 2013-2018 Chantal Daniel (PS)
- 2018-heden Benjamin Houet (SD)

## Verkeer en vervoer
Op het grondgebied van de gemeente werd de tunnel van Soumagne aangelegd, die tot de opening van de Antigoontunnel in december 2014 de langste spoorwegtunnel van België (5940 m) was. De tunnel maakt deel uit van de hogesnelheidslijn HSL 3 die Brussel met Duitsland zal verbinden.

## Nabijgelegen kernen
Micheroux, Ayeneux, Saint-Hadelin, Olne, Xhendelesse, Bruyères, Herve